# زين مصري
زين مصري (مواليد 5 فبراير 1992) هي مسؤولة تنفيذية أمريكية في مجال التكنولوجيا معروفة بمساهماتها في صناعة التكنولوجيا. شغلت مناصب مختلفة بما في ذلك التسويق واستراتيجية المنتج وتطوير الأعمال عبر يوتيوب وجوجل. زين هي أول امرأة من أصل فلسطيني وأردني يتم اختيارها ضمن قائمة فوربس 30 تحت 30.

## بداية حياتها
زين هي أمريكية من أصل فلسطيني وأردني. ولدت في فيرفاكس، فيرجينيا. وهي الأكبر بين أربعة أطفال. هاجر والداها إلى الولايات المتحدة في ثمانينيات القرن العشرين.

## حياة مهنية
في عام 2014، انضمت زين إلى شركة جوجل كمتدربة. على مر السنين، شغلت مناصب تنفيذية رئيسية في العديد من شركات التكنولوجيا، بما في ذلك يوتيوب وجوجل. لقد قادت إطلاق عدد من المبادرات لتعزيز الثقافة الرقمية وتمكين المرأة اقتصاديًا في العالم العربي. تم تكريم زين لإطلاقها برنامج "مهارات من جوجل"، وهو برنامج تعليمي للمهارات الرقمية ساعد ما يقرب من مليون شخص في منطقة الشرق الأوسط وشمال أفريقيا على اكتساب المهارات التي يحتاجونها للنجاح في الاقتصاد الرقمي. كما قادت إطلاق يوتيوب باتالا، وهو مركز محتوى يضم مئات المبدعات من العالم العربي. وقد حظيت هذه البرامج بتقدير الحكومات والشركات ومنظمات المجتمع المدني لتأثيرها على التمكين الاقتصادي للمرأة.
في عام 2020، أصبحت زين أول امرأة من أصل فلسطيني وأردني يتم اختيارها ضمن قائمة "30 تحت 30" التي أعدتها مجلة فوربس. في عام 2021، ظهرت كموضوع وثائقي ضمن سلسلة نجاحهم على قناة سكاي نيوز. وفي العام نفسه، أصبحت أول امرأة عربية يتم ترشيحها لجوائز أدكولور روك ستار، وهي مبادرة أطلقها تحالف تحالف صناعة أدكولور، لتعزيز التنوع المتزايد في صناعات الإعلان والتسويق والإعلام. كما أطلقت موقع طرازين، وهو أرشيف رقمي للتطريز من العالم العربي بهدف توثيق أنماط التطريز مع تحديد أصلها وجعلها في متناول الجميع.